# Triangle de Floyd
El triangle de Floyd, anomenat així en honor a l’informàtic estatunidenc Robert Floyd (1936-2001), és un triangle rectangle format amb nombres naturals.
El triangle es construeix omplint les files amb nombres consecutius, començant per 1 a l'extrem superior esquerre:
| 1  |    |    |    |    |
| 2  | 3  |    |    |    |
| 4  | 5  | 6  |    |    |
| 7  | 8  | 9  | 10 |    |
| 11 | 12 | 13 | 14 | 15 |

El problema d'escriure un programa d'ordinador que produeixi aquest triangle és utilitzat sovint com un exercici o exemple per programadors principiants, ja que empra conceptes de format de text i bucles senzills.

## Propietats
- Els números al llarg de la vora esquerra del triangle corresponen als nombres poligonals centrals, i els de la vora dreta són els nombres triangulars. La fila n suma n(n² + 1)/2, la constant d'un quadrat màgic de n × n (successió A006003 a l'OEIS).

- En sumar les sumes obtingudes de cada fila s'obtenen els nombres doblement triangulars T(T(n)), és a dir, dins de la seqüència dels nombres triangulars, només aquells amb índexs corresponents als nombres triangulars.[5]